# Евла (Центар Жупа)
Евла (мкд. Евла) је насељено место у Северној Македонији, у западном делу државе. Евла припада општини Центар Жупа.

## Географија
Насеље Евла је смештено у крајњем западном делу Северне Македоније, близу државне границе са Албанијом (6 km западно). Од најближег већег града, Дебра, насеље је удаљено 25 km јужно.
Рељеф: Евла се налази у области Жупа, на западним падинама планине Стогово. Насеље је положено високо, на западним висовима планине Стогово, док се даље ка западу тло стрмо спушта у долину Црног Дрима, која је у ово делу преграђена, па је ту образовано вештачко Дебарско језеро. Надморска висина насеља је приближно 1.100 метара.
Клима у насељу је планинска због знатне надморске висине.

## Становништво
По попису становништва из 2002. године Евла је била без становника.
Претежно становништво у насељу били су македонски Словени, подељени на православне (1/3) и муслиманске (2/3).